# Tais Teng
Tais Teng, pseudoniem van Thijs van Ebbenhorst Tengbergen ('s-Gravenhage, 14 april 1952), is een Nederlands schrijver/kunstenaar, die bij het grote publiek vooral bekend is vanwege zijn activiteiten voor het Griezelgenootschap.

## Biografie

### Jeugd
Als kind ambieerde hij een carrière als ruimtepiloot of duiker naar verzonken schatten. Lezen ging niet best en hij kreeg bijles. Uiteindelijk overwon hij zijn aversie tegen lezen en begon hij zelf zijn eigen verhalen te schrijven. Ook toonde hij een talent voor schilderen en tekenen. Hij studeerde korte tijd biologie, maar gaf zijn studie op om zich te concentreren op schilderen, tekenen en het schrijven van korte verhalen.

### Sciencefiction
Rond 1971 vestigde hij zich als illustrator/kunstenaar. Zijn belangstelling voor sciencefiction leverde hem enige opdrachten op van uitgevers binnen het genre. SF werd in de jaren zeventig zeer populair in Nederland en Tais Teng mocht zich uitleven op de covers van verschillende SF-boeken. Hij schilderde uiteindelijk zoveel ontploffende ruimteschepen voor de Duitse Perry Rhodan-reeks dat hij, volgens eigen zeggen, lange tijd geen vuurbal meer kon zien. Teng werd een bekende artiest binnen de SF-wereld en hij was onder andere betrokken bij tijdschriften als King Kong SF en Holland-SF. Hij ontwierp bijvoorbeeld ook het beeldje voor de King Kong Award (de voorloper van de Paul Harland Prijs) die jaarlijks werd uitgereikt aan het beste korte SF-verhaal. Saillant detail is dat Teng zelf de King Kong Award een aantal malen heeft gewonnen. Tegenwoordig maakt hij voornamelijk illustraties en boekomslagen voor de Amerikaanse markt. Het merendeel hiervan is sciencefiction, fantasy of horror.

### Schrijver
In de jaren tachtig begon Teng met het schrijven van boeken voor de jeugd. Zijn eersteling Als de cactussen zachtjes fluiten, een sprookjesachtig SF-verhaal, kwam in 1982 uit. Inmiddels heeft Teng meer dan honderd boeken geschreven voor kinderen en volwassen. Hij heeft een voorkeur voor griezelverhalen en SF, maar schrijft tevens detectives en historische romans. Ook was hij, samen met bekende schrijvers als Paul van Loon en Bies van Ede, lid van het Griezelgenootschap, een groep schrijvers die uitsluitend griezelverhalen voor kinderen schreef en in 2004 uit elkaar ging. Tais Teng schrijft behalve in het Nederlands ook in het Engels. In deze taal heeft hij zo'n 25 verhalen gepubliceerd en een roman: The Emerald Boy. Tegenwoordig werkt hij vaak samen met schrijver Jaap Boekestein.

## Literaire prijzen
- Archeon Oeuvreprijs 2010 (voor zijn hele werk)
- Bemoste Beeld-prijs 1990 'Buitendijks, in straten van licht'
- King Kong Award 1989 'Drie Snapshots van Utopia'
- King Kong Award 1985 'Het uitzicht van hoge plaatsen'
- King Kong Award 1984 'Fuga in frictieloos porselein'
- King Kong Award 1979 'En mijn tred verdampt purperen oceanen'
- SFAN Award 1972 'Mijn liefde is geen stenen bloem

## Trivia
- Teng heeft ooit gezegd 'Ik heb een broertje dood aan zogenaamde "verantwoorde" kinderboeken vol scheidende ouders die aan de lopende band incest plegen of hun kinderen slaan en degenen die de Gouden Griffel toekennen, willen nu eenmaal dat soort werk.'[bron?]